# Simeó I d'Alexandria
Simeó I d'Alexandria (copte: Ⲥⲩⲙⲉⲱⲛ; àrab: سيمون, Sīmūn) va ser el 42è Papa d'Alexandria i Patriarca de la Seu de Sant Marc entre l'any 692 i el 700, quan va morir.
Havia nascut a Síria i era diaca a Alexandria en temps del patriarca Joan III. A la mort del patriarca Isaac, el governador d'Egipte Abd-al-Aziz ibn Marwan el va nomenar nou papa de l'Església Copta.
Durant el seu mandat, va convocar un sínode local per resoldre els problemes que causaven els homes que havien deixat les seves dones per tornar-se a casar. Els cristians que seguien la doctrina establerta al Concili de Calcedònia també van participar en aquest sínode.
Quan va morir, l'any 700, l'Església Copta va tenir un període de sede vacante (700-704).